# Bontempi (musique)
Pour les articles homonymes, voir Bontempi.
Bontempi est une marque italienne d'instruments de musique, et notamment de synthétiseurs.
Elle est principalement connue pour ses orgues électriques, fonctionnant sur le même principe sonore que le mélodica - soit des anches libres vibrant au passage de l'air, air ici propulsé au moyen d'un ventilateur (et non soufflé par l'interprète). Une conception basique et robuste, associée à un prix de vente modéré, ont assuré le succès de la marque auprès des enfants, dans les années 1970.
Bontempi s'est ensuite tourné à partir des années 1980 vers la fabrication d'orgues électroniques bon marché possédant une palette réduite de sons ainsi que d'une section d'accompagnement automatique (boîte à rythmes, accords sur un doigt). Bon marché, ces instruments ont beaucoup de succès comme des instruments de moyenne qualité.
Elle fabrique également des instruments acoustiques - batterie, guitare notamment - à destination des jeunes enfants, et commercialisés généralement dans les magasins de jouets.
On entend parfois l'expression « avoir un son de Bontempi » chez les musiciens pour signifier un instrument électronique possédant des sonorités de qualité moyenne, du fait que les synthétiseurs Bontempi sont « bas de gamme »[réf. nécessaire]. Cependant, le « son Bontempi » peut être un choix délibéré dans le style de la musique, souvent chez des artistes ne se prenant que peu au sérieux ou arborant un style déjanté (par exemple Didier Super, Bistrot Royal Crew, François Pérusse, Stupeflip…) mais également chez les artistes minimalistes et assimilés de la Nouvelle scène française (Natacha Tertone, Monsieur Orange...).